# Intel Clear Video
Intel Clear Video es un núcleo de propiedad intelectual de semiconductores que implementa algunos pasos de algunos algoritmos de descompresión de video. El alcance es calcularlos en el núcleo SIP en lugar de en la CPU. Intel Clear Video se combina con procesadores de gráficos integrados con la marca Intel GMA.
Intel Clear Video HD es un conjunto de funciones de posprocesamiento agregadas a Intel Clear Video.